# Annfinnur í Skála
Annfinnur í Skála (født 20. september 1941 i Tórshavn, Færøerne) er gymnasielektor og desuden forfatter af ordbøger, lærebøger og fantasiromaner. Han underviser i historie, engelsk og oldtidskundskab ved Færøernes Gymnasium og HF kursus i Tórshavn.
Annfinnur blev født i Tórshavn som søn af revisor, borgmester og lagtingsmand Sigfried Skaale og Jóhanna, født Joensen, fra bondegården Innistovu i Trøllanesi. Han var gift med Súsanna á Brúsoyri, sygeplejerske fra Leirvík indtil hendes død i 2004. Sammen fik de to sønner: Ragnar (født 1976) og Gilli (født 1982).
Han har været medlem af Færøsk Sprognævn (Føroysku Málnevndini), er censor i engelsk ved Færøernes Seminarium (Føroya Læraraskúli) og i historie ved Færøernes Akademi (Fróðskaparsetur Føroya). I 2001 blev han tildelt Mentanarvirðisløn M. A. Jacobsens (kulturpris fra Tórshavns byråd) for fantasiromanerne Hjá dvørgum í Niðafjøllum og Ferðin til Zambora (Heimurin forni 1 og 2 / Den antikke verden 1 og 2).

### Historie og samfundsbøger
- Stjórnarskipanarmálið 1946. Keldur til Føroya søgu. (Færøernes forfatningsmæssige stilling i 1946. Kilder til Færøernes historie). Føroya Skúlabókagrunnur. Tórshavn 1994
- Frá stórkríggi til heimskríggj 1918-1939 (Fra storkrig til verdenskrig 1918-1939). Føroya Skúlabókagrunnur. Tórshavn 1994
- Søga Týsklands 1918-1939 (Tysklands historie 1918-1939). Føroya Skúlabókagrunnur, Tórshavn 1994

### Ordbøger
- Ensk-føroysk orðabók (engelsk-færøsk ordbog). (Medforfattere: Jonhard Mikkelsen og Zakarias Wang). Stiðin, Tórshavn 1992
- Donsk-føroysk orðabók (dansk-færøsk ordbog). (Medforfattere: Jonhard Mikkelsen, Hanna Jacobsen og Zakarias Wang). Stiðin. Tórshavn 1998
- Føroysk-ensk orðabók (færøsk-engelsk ordbog). (Medforfatter: Jonhard Mikkelsen. Sprotin). Tórshavn 2008
- Ensk-føroysk orðabók (engelsk-færøsk ordbog fra 1992, revideret og udvidet). (Medforfatter: Jonhard Mikkelsen). Sprotin. Tórshavn 2008

### Skønlitteratur
- Heimurin forni 1. Hjá dvørgum í Niðafjøllum. Sprotin. Tórshavn 2000
- Heimurin forni 2. Ferðin til Zambora. Sprotin. Tórshavn 2000

### Betænkning
- Føroyskt mál og støða tess í hf- og studentaskúlanum (Det færøske sprogs stilling i HF og Gymnasiet). (Betænkning, medforfattere: Jonhard Mikkelsen, Ann Ellefsen, Jógvan Mørkøre og Pól Jespersen): Føroya Skúlabókagrunnur. Tórshavn 1990.